# İzmit (district)
İzmit is een Turks district in de provincie Kocaeli en telt 373.034 inwoners (2000). Het district en zijn hoofdstad liggen aan de noordoostelijke kustlijn van de golf van İzmit.
De bevolkingsontwikkeling van het district is weergegeven in onderstaande tabel.
| 1997    | 2000    | 2007 |
| ------- | ------- | ---- |
| 307.674 | 373.034 |      |